# Новый Сардек
Но́вый Сарде́к (тат. Яңа Сәрдек) — село в Кукморском районе Республики Татарстан, в составе Сардекбашского сельского поселения.

## Этимология названия
Топоним произошёл от татарского слова «яңа» (новый) и ойконима «Сәрдек» (Сардек).

## География
Село находится на реке Большая Китячка, на границе с Кировской областью, в 37 км к северо-западу от районного центра, города Кукмора.

## История
Основание села переселенцами из села Большой Сардек произошло около 1860 года.
Основными занятиями жителей в то время были земледелие, скотоводство.  
С 1931 года в селе работали коллективные сельскохозяйственные  предприятия, с 2007 года — сельскохозяйственные  предприятия в форме ООО.
Административно, до 1920 года село относилось к Малмыжскому уезду Вятской губернии, с 1920 года — к кантонам ТАССР, с 1930 года (с перерывом) — к Кукморскому районах.

## Население
Динамика
По данным переписей, население деревни увеличивалось с 227 человек в 1905 году до 404 человек в 1938 году. В последующие годы численность населения деревни уменьшалась и в 2017 году составила 258 человек.
Национальный состав
Согласно результатам переписи 2002 года, в национальной структуре населения села татары составляли 100% из 259 человек.

## Экономика
Жители занимаются полеводством, овощеводством.

## Социальные объекты
Начальная начальная школа, библиотека, клуб, фельдшерско-акушерский клуб.

## Религиозные объекты
Мечеть (с 2006 года).